# 1331 Solvejg
Az 1331 Solvejg (ideiglenes jelöléssel 1933 QS) a Naprendszer kisbolygóövében található aszteroida. Grigorij Neujmin fedezte fel 1933. augusztus 25-én.